# Gastrochilus somae
Gastrochilus somae är en orkidéart som först beskrevs av Bunzo Hayata, och fick sitt nu gällande namn av Bunzo Hayata. Gastrochilus somae ingår i släktet Gastrochilus och familjen orkidéer.
Artens utbredningsområde är Taiwan. Inga underarter finns listade i Catalogue of Life.

## Bildgalleri

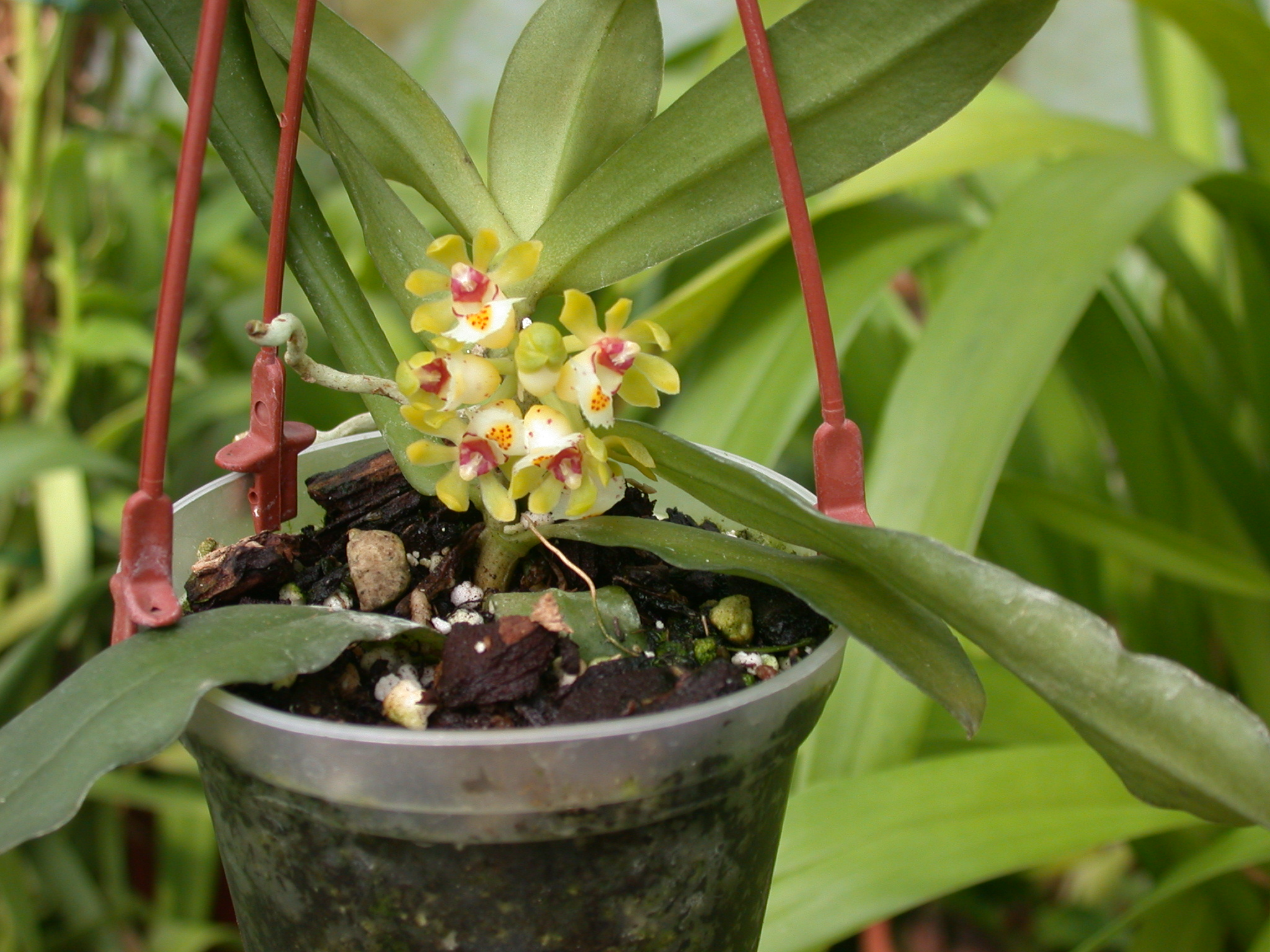
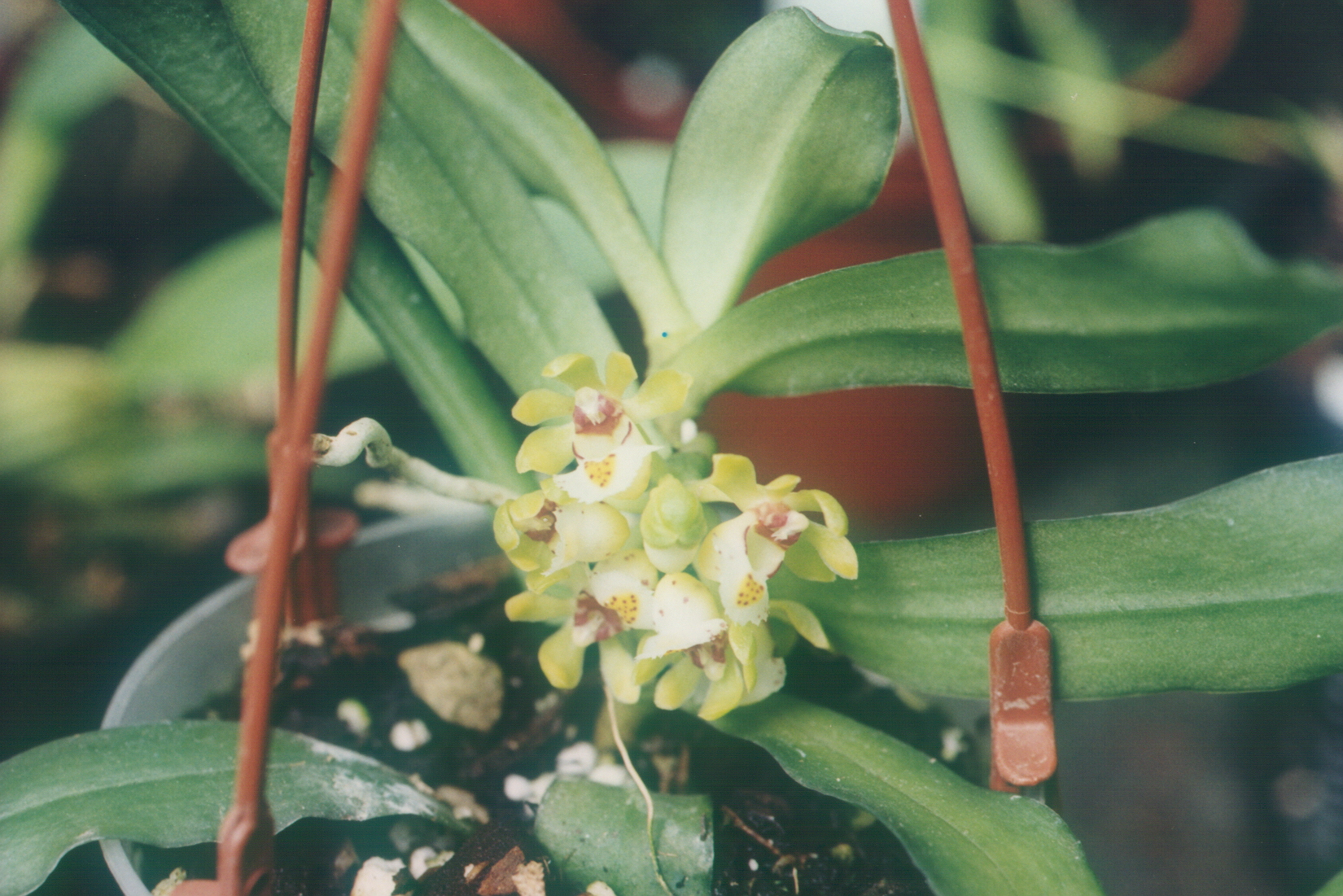